# Mikaho
O Mikaho (美嘉保) foi um pequeno navio de guerra transportador a vapor que pertencia a Marinha do Bakufu em 1860.